# Marta Gastini
Marta Gastini (Alessandria, 2 ottobre 1989) è un'attrice italiana.

## Biografia
Alessandrina, figlia di un avvocato e della scrittrice e architetto Rossana Balduzzi Gastini, ha frequentato il liceo classico "Giovanni Plana" di Alessandria e studiato canto, teatro e danza. Ha un fratello, Andrea.
Nel 2006, per perfezionarsi nella lingua inglese, frequenta gran parte del quarto anno di liceo in un college di Canterbury, e anche qui frequenta un corso di teatro; nell'estate frequenta invece un corso di recitazione della New York Film Academy tenuto a Parigi.
Prima di conseguire la maturità, debutta come attrice con la serie televisiva Il bene e il male, girata a Torino e andata in onda su Rai 1 a gennaio e febbraio 2009. Conseguita la maturità si trasferisce a Roma; subito recita fra i protagonisti (insieme a Terence Hill) nella miniserie L'uomo che cavalcava nel buio, sempre per Rai 1.
Nello stesso 2009 esordisce al cinema con il film di Leonardo Pieraccioni Io & Marilyn, nel quale interpreta la parte di Martina. Si iscrive a giurisprudenza presso l'Università degli Studi Roma Tre.
Nel 2010, a vent'anni, interpreta una ragazza posseduta nel film horror Il rito, parzialmente girato in Italia e diretto da Mikael Håfström, dove recita accanto al premio Oscar Anthony Hopkins. Per prepararsi al provino si era recata nei luoghi di Roma dove vengono realmente praticati gli esorcismi; il ruolo, poi ottenuto, le varrà una candidatura al Nastro d'argento alla miglior attrice non protagonista.
Nello stesso anno interpreta per la televisione il ruolo di Giulia Farnese nella serie I Borgia, girata a Praga e diretta da vari registi, tra i quali Oliver Hirschbiegel.
Tra giugno e agosto 2011 gira da protagonista il nuovo film di Dario Argento, Dracula 3D. Nel cast anche Rutger Hauer, Thomas Kretschmann e Asia Argento.
Nel 2012 è Nina/Ariel nell'opera prima di Simone Gandolfo Evil Things - Cose cattive. Nello stesso anno è Sofia nel film La moglie del sarto, per la regia di Massimo Scaglione.
Nel 2016 è Caterina nel film Questi giorni, per la regia di Giuseppe Piccioni.
Partecipa al primo film di Neri Marcorè come regista, Zamora (2023), dove interpreta Ada.

## Filmografia

### Cinema
- Io & Marilyn, regia di Leonardo Pieraccioni (2009)
- Il rito (The Rite), regia di Mikael Håfström (2011)
- Dracula 3D, regia di Dario Argento (2012)
- Evil Things - Cose cattive, regia di Simone Gandolfo (2012)
- La moglie del sarto, regia di Massimo Scaglione (2012)
- Under - The Movie, regia di Ivan Silvestrini (2014)[16]
- Questi giorni, regia di Giuseppe Piccioni (2016)
- Autumn Lights, regia di Angad Aulakh (2016)
- Compulsion, regia di Craig Goodwill (2016)
- Alice non lo sa, regia di Diego Amodio (2017)
- Moglie e marito, regia di Simone Godano (2017)
- Bentornato Presidente, regia di Giancarlo Fontana (2019)
- L'eroe, regia di Cristiano Anania (2019)
- The Tracker, regia di Giorgio Serafini (2019)
- Io sono Vera (Vera de verdad), regia di Beniamino Catena (2020)
- Quattro metà, regia di Alessio Maria Federici (2021)
- Black Parthenope, regia di Alessandro Giglio (2022)
- Zamora, regia di Neri Marcorè (2023)

### Televisione
- Il bene e il male – serie TV (2009)
- L'uomo che cavalcava nel buio, regia di Salvatore Basile – miniserie TV (2009)
- I Borgia – serie TV (2011-2014)
- Catturandi - Nel nome del padre – serie TV (2016)
- Lampedusa - Dall'orizzonte in poi, regia di Marco Pontecorvo – miniserie TV (2016)
- Passeggeri notturni – serie TV (2020)
- Tutta colpa di Freud – serie TV (2021)

### Cortometraggi
- Tanith, regia di Germano Boldorini (2012)[17]
- Life On Loan. Vita in prestito, regia di Michael Daniele Driscoll – booktrailer (2013) - produttrice e attrice[18]
- Two Black Coffees, regia di Michael Daniele Driscoll (2014)[19]
- A metà luce, regia di Anna Gigante (2016)[20]
- I Gotta Get It, regia di Roberto Zazzara (2016)
- Beatrice, regia di Gian Piero Rotoli (2019)
- La ragazza delle gardenie, regia di Christian Olcese (2024)[21]

### Webserie
- Under - Theseries, regia di Ivan Silvestrini (2014)

## Teatro
- Pulcinella, regia di Marco Algeri, compagnia Proballet del Teatro Ariston di Sanremo (2007)
- Risate in vista, regia di vari, Teatro Smeraldo di Milano (2009)
- Il figlio di Florian Zeller, regia di Piero Maccarinelli (2023-2024)[22]

## Riconoscimenti
- Gagliaudo d'oro (2010) – Civica Benemerenza assegnata ai cittadini alessandrini che si sono distinti per meriti professionali[12]
- Premio “Giovane certezza del cinema italiano" 2011[7]

### Candidature
- Nastro d'argento (2011) – Miglior attrice non protagonista per Il rito
- Premio L'Oréal Paris per il cinema (2011) – Festival del cinema di Venezia, per Il rito[23]

## Doppiatrici
Marta Gastini si è doppiata nelle edizioni italiane dei prodotti da lei recitati in altre lingue, con l'eccezione di The Tracker, in cui è stata doppiata da Francesca Solitro e di Dracula 3D, in cui ha la voce di Valentina Mari.